# П'єтро Паоло Вірдіс
П'єтро Паоло Вірдіс (італ. Pietro Paolo Virdis; нар. 26 червня 1957, Сассарі) — колишній італійський футболіст, нападник.
Насамперед відомий виступами за клуб «Мілан», а також олімпійську збірну Італії.
Триразовий чемпіон Італії. Володар Кубка Італії. Володар Суперкубка Італії з футболу. Володар Кубка чемпіонів УЄФА.

## Клубна кар'єра
Вихованець футбольної школи «Ювенілья Сассарі» з рідного міста.
У дорослому футболі дебютував 1973 року виступами за команду клубу «Нуорезе», в якій провів один сезон, взявши участь у 25 матчах чемпіонату.
Згодом з 1974 по 1984 рік грав у складі команд клубів «Кальярі», «Ювентус» та «Удінезе». Протягом виступів за туринську команду виборював титул чемпіона Італії, ставав володарем Кубка Італії.
Привернув увагу представників тренерського штабу клубу «Мілан», до складу якого приєднався 1984 року. Відіграв за «россонері» наступні п'ять сезонів своєї ігрової кар'єри. Більшість часу, проведеного у складі «Мілана», був основним гравцем атакувальної ланки команди. У складі «россонері» був одним з головних бомбардирів команди, маючи середню результативність на рівні 0,39 голу за гру першості. За цей час додав до переліку своїх трофеїв ще один титул чемпіона Італії, ставав володарем Кубка чемпіонів УЄФА.
Завершив професійну ігрову кар'єру у клубі «Лечче», за команду якого виступав протягом 1989—1991 років.

## Виступи за збірні
Протягом 1976—1978 років залучався до складу молодіжної збірної Італії. На молодіжному рівні зіграв у 8 офіційних матчах, забив 1 гол.
З 1987 по 1988 рік захищав кольори олімпійської збірної Італії. У складі цієї команди провів 15 матчів, забив 9 голів. У складі збірної був учасником футбольного турніру на Олімпійських іграх 1988 року у Сеулі.

## Статистика виступів

### Статистика клубних виступів
| Сезон            | Клуб             | Чемпіонат | Чемпіонат | Чемпіонат |
| Сезон            | Клуб             | Ліга      | Ігор      | Голів     |
| ---------------- | ---------------- | --------- | --------- | --------- |
| 1973-74          | «Нуорезе»        | D         | 25        | 11        |
| 1974-75          | «Кальярі»        | A         | 19        | 0         |
| 1975-76          | «Кальярі»        | A         | 23        | 6         |
| 1976-77          | «Кальярі»        | B         | 33        | 18        |
| 1977-78          | «Ювентус»        | A         | 10        | 1         |
| 1978-79          | «Ювентус»        | A         | 23        | 6         |
| 1979-80          | «Ювентус»        | A         | 12        | 1         |
| 1980-81          | «Кальярі»        | A         | 22        | 5         |
| 1981-82          | «Ювентус»        | A         | 30        | 9         |
| 1982-83          | «Удінезе»        | A         | 16        | 2         |
| 1983-84          | «Удінезе»        | A         | 29        | 10        |
| 1984-85          | «Мілан»          | A         | 28        | 9         |
| 1985-86          | «Мілан»          | A         | 28        | 6         |
| 1986-87          | «Мілан»          | A         | 28        | 17        |
| 1987-88          | «Мілан»          | A         | 25        | 11        |
| 1988-89          | «Мілан»          | A         | 26        | 10        |
| 1989-90          | «Лечче»          | A         | 25        | 4         |
| 1990-91          | «Лечче»          | A         | 21        | 4         |
| Усього в Серії A | Усього в Серії A |           | 365       | 101       |

## Титули і досягнення

### Командні
- Чемпіон Італії (3):

«Ювентус»: 1977–78, 1981–82
«Мілан»: 1987–88
- Володар Кубка Італії (1):

«Ювентус»: 1978–79
- Володар Суперкубка Італії з футболу (1):

«Мілан»: 1988
- Володар Кубка чемпіонів УЄФА (1):

«Мілан»: 1988–89

### Особисті
- Найкращий бомбардир Серії A (1):

1986–87 (17)